# Davey Allison
David Carl Allison (* 25. Februar 1961 in Hollywood, Florida; † 13. Juli 1993 in Birmingham, Alabama) war ein US-amerikanischer NASCAR-Rennfahrer. Er ist der Sohn des Winston-Cup-Champions von 1983, Bobby Allison, sowie Neffe von Donnie Allison und Bruder des ebenfalls bereits verstorbenen Clifford Allison. Er gehörte zusammen mit seinem Vater, seinem Onkel sowie Red Farmer, Hut Stricklin und Neil Bonnett der Alabama Gang an.

## Karriere
Allison, der in Hueytown aufwuchs, trat schnell in die Fußstapfen seines Vaters. Nachdem er 1979 die High School abgeschlossen hatte, begann er seine professionelle Karriere als Rennfahrer.
Sein NASCAR-Debüt gab Allison 1983 in der Busch Series und nahm in jener Saison an vier Rennen auf einem Pontiac Grand Prix teil, wovon er drei in den Top 10 und eins in den Top 5 beenden konnte. Er schloss die Saison damit als 46. ab, während sein Vater in der Winston Cup Series seinen ersten und einzigen Titel gewann.
1984 nahm Allison an sieben Busch Series-Rennen teil und wurde Gesamt-33.
1985 gab Davey Allison schließlich sein Debüt im Winston Cup und fuhr für Branch Ragan Racing zunächst auf einem Chevrolet Monte Carlo. Er versuchte sich sowohl am Daytona 500 als auch am Coca Cola 500, qualifizierte sich jedoch für keines der beiden Rennen. Danach wechselte er zu Ellington Racing und fuhr bei seinem ersten Start im Talladega 500 in die Top 10. Er nahm noch an zwei weiteren Rennen teil, die er jedoch nicht beendete und wurde 70. im Endklassement.
1986 fuhr Allison nun für Sadler Brothers Racing und versuchte sich erneut am Daytona 500, verpasste jedoch abermals die Qualifikation. Nach vier weiteren Rennstarts trat er im Winston 500 ausnahmsweise auf einem Buick LeSabro an, verpasste jedoch die Qualifikation. Es war immerhin das letzte Mal gewesen, dass er bei einem Cup-Rennen die Qualifikation verpassen sollte. Allisons letzter Winston-Cup-Start im Jahre 1986 war im Talladega 500, diesmal in Junior Johnsons Team und wieder auf Chevrolet, und wie im Vorjahr erreichte er mit seinem siebten Platz die Top 10. In der Endwertung steigerte er sich auf Platz 49.
1987 nahm Allison an 22 der 29 Saisonrennen im Winston Cup teil, nun bei Ranier-Lundy Racing und auf Ford Thunderbird; mit demselben Auto sollte er auch für den Rest seiner Karriere fahren. Erstmals qualifizierte er sich beim Daytona 500 und wurde in jenem Rennen 27. Im darauffolgenden Goodwrench 400 fuhr er erstmals auf die Pole-Position und wurde Neunter im Rennen. Zwei Rennen später fuhr er auf dem Atlanta Motor Speedway erstmals in die Top 5. Nachdem er drei Rennen ausgelassen hatte, fuhr er im Winston 500, in dem er sich im Vorjahr nicht hatte qualifizieren können, seinen ersten NASCAR-Sieg ein. Dasselbe Rennen wurde allerdings auch durch einen schweren Unfall seines Vaters geprägt, denn dieser glücklicherweise fast unverletzt überstanden hatte. Zwei Rennen später gelang Davey Allison im Budweiser 400 sein nächster Sieg. Im restlichen Saisonverlauf gelang ihm noch sechs weitere Top-5-Platzierungen, davon drei auf dem zweiten Platz, womit er im Gesamtklassement am Saisonende 21. und als NASCAR Rookie of the Year ausgezeichnet wurde, wie sein Onkel Donnie 20 Jahre vor ihm.
1988 nahm Allison erstmals an allen Saisonrennen teil, gewann erneut zwei Rennen und verbesserte sich abermals auf dem achten Gesamtrang. Zudem belegten Bobby und er beim Daytona 500 die ersten beiden Plätze und gehen damit als einziges Vater-Sohn-Duo in die Geschichte ein, die beim Daytona 500 die ersten beiden Plätze belegten. Beim Miller Life High 400 auf den Pocono Raceway allerdings fand die Karriere des Vaters durch einen fast fatalen Unfall ein Ende.
1989 wechselte Davey zu Robert Yates Racing, nachdem Yates Ranier-Lundy Racing übernommen hatte, was seinen letzten Teamwechsel darstellte. Abermals holte er zwei Siege, verschlechterte sich jedoch auf den elften Gesamtrang. 1990 wurde er Gesamt-13. und gewann zum vierten Jahr in Folge zwei Saisonrennen (darunter das Winston 500). Nach wie vor sah er jedoch nicht wie eine ernsthafte Titelhoffnung aus, sondern ähnelte mehr einem Fahrer zweiter Garnitur, ähnlich seinem Onkel Donnie.
1991 war das Jahr, in dem sich das änderte. Allison gewann fünf Rennen und kam zeitweise dem Meisterschaftsführenden und späterem Champion Dale Earnhardt über mehrere Saisonrennen sehr nahe. Schlussendlich wurde er Dritter der Gesamtwertung, mit nur vier Punkten Rückstand auf den Zweiten, Ricky Rudd.
1992 wurde in jeder Hinsicht Davey Allisons bestes und bewegendstes Jahr. Er begann die Saison mit einem Sieg beim Daytona 500, womit er nach Richard Petty der zweite Fahrer war, dem es gelungen ist, wie seinem Vater das Daytona 500 zu gewinnen, was später auch Dale Earnhardt junior gelang. Auch die nächsten vier Rennen beendete er allesamt in den Top 5, mit einem zweiten und drei vierten Plätzen. Bill Elliott hatte zwar alle jene vier Rennen gewonnen, war jedoch nur 27. im Daytona 500 geworden, womit Allison seine Führung verteidigte. Beim Food City 500 auf dem Bristol Motor Speedway jedoch riss Allisons Serie, als er schwer verunfallte und sich die Schulter prellte. Er wurde als 28. gewertet, zu seinem Glück wurde Elliot jedoch ebenfalls nur 20. Trotz seiner Verletzungen nahm Allison am siebten Saisonrennen in North Wilkesboro nur eine Woche darauf teil und holte seinen zweiten Saisonsieg vor Rusty Wallace und Geoff Bodine, während Elliot erneut nur auf Platz 20 ins Ziel kam. Das nächste Rennen in Martinsvielle endete jedoch erneut mit einem Unfall, diesmal zog er sich Verletzungen an den Rippen zu, während Elliott Zehnter wurde. Doch bereits beim nächsten Rennen im Winston 500 trat er wieder die volle Distanz an und schlug Elliott in einem Duell um den Sieg.
Darauf folgte das nicht zur Meisterschaft zählende The Winston. Und hier zeigte sich eines der kuriosesten Zieleinläufe der NASCAR-Geschichte. Zu Beginn der letzten Runde führte Dale Earnhardt vor Kyle Petty und Davey Allison. In Kurve 3, als Petty einen Überholversuch startete, drehte sich Earnhardts Chevrolet. Davey nutzte die Chance und ging in Führung. Petty jedoch, der in der letzten Kurve auf der Außenseite fuhr, gelang es zu kontern, Davey jedoch erwischte auf der Innenseite den besseren Speed und kam knapp vor Petty über die Ziellinie und gewann. Genau auf den Zielgeraden jedoch berührten sich die beiden jedoch, so nah es nur ging, und dadurch versetzte Petty Daveys Ford in einen Dreher, worauf dieser gegen die rechte Wand flog. Davey Allison zog sich bei diesem Unfall eine Gehirnerschütterung und eine geprellte Lunge zu. Er wurde bewusstlos ins Krankenhaus geliefert und erfuhr erst dort, dass er gewonnen hatte. Aufgrund seiner Verletzungen fehlte er in der Victory Lane.
Auch dieser Unfall hielt Davey nicht auf, und bereits im zehnten Saisonrennen, dem Coca-Cola 600, wurde er wieder Vierter, Elliott hingegen nur 14. In Dover wurde er nur Elfter, doch auch dort hatte er seine Führung leicht ausgebaut, da Elliott nur auf Platz 13 ins Ziel gekommen war. Weniger gut lief das Toyota/Save Mart 350, in dem er nur 28. wurde, und deutlich Boden auf den fünftplatzierten Elliott verlor. Im Pocono 400 wurde er wieder Fünfter, Elliott jedoch Dritter. Auf dem Miller Genuine Draft 400 fuhr er von der Pole-Position aus jedoch seinen vierten Saisonsieg ein und baute seinen Vorsprung auf Elliot (Zehnter) wieder aus. Im Pepsi 400 verlor Davey als Zehnter wieder Boden auf den fünftplatzierten Elliott.
Bis zu diesem Zeitpunkt hatte Allison nach jedem Rennen, trotz seiner Unfälle, die Meisterschaft angeführt. Auch beim Pennsylvania 500 schien dies so weiter zu gehen. Allison lag nach 149 Runden in Führung und hatte bis dahin 115 Runden geführt. Dann jedoch kam es zu einer Berührung zwischen ihm und dem späteren Sieger Darrell Waltrip. Während Waltrips Auto unverschont blieb, rutschte Allison ins Gras, seine Auto flog durch die Luft und landete auf einer Leitplanke. Dieser Unfall erinnerte Zuschauer an den Unfall seines Vaters vier Jahre zuvor. Seine Verletzungen waren deutlich weniger dramatisch, dennoch erlitt er einen gebrochenen Arm und Schlüsselbein. Nun hatte er die Führung erstmals an Elliott verloren, der 13. geworden war.
Entgegen allen Erwartungen erschien Allison bereits im nächsten Rennwochenende auf dem Talladega Superspeedway wieder, mit einer Sonnenbrille, um seine ebenfalls geprellten Augen zu verbergen. Als ihn ein Reporter danach fragte, antwortete Davey, dass dieser sie sehen könne, obwohl es hässlich sei. Trotz seines Arms konnte er fahren, nach den ersten Runden überließ er sein Auto beim Boxenstopp jedoch Bobby Hillin junior, der auf derselben Strecke sechs Jahre zuvor sein einziges Winston-Cup-Rennen gewonnen hatte. Laut NASCAR-Reglement ist der Fahrer, der die grüne Flagge trägt, derjenige, der den Punkten für alle Fahrer zugewiesen ist, die dieses Auto während des Rennens fahren. Hillin wurde schließlich trotz eines Fehlers beim Boxenstopp Dritter und holte damit Allisons Führung zurück, nachdem Elliott als Fünfter die Zielflagge gesehen hatte. Auch beim Budweiser At The Glen war Allison nicht in der Lage, die volle Distanz zu fahren, da Hillin dieses Mal jedoch nicht vor Ort war, wurde er von Dorsey Schroeder vertreten, dieser jedoch kam nur auf Platz 20 ins Ziel, während Elliott 14. wurde und die Gesamtführung zurückeroberte.
Den größten Schicksalsschlag erlebte Allison beim nächsten Rennen auf dem Michigan International Speedway, als sein jüngerer Bruder Clifford im Training zum Busch Series-Rennen tödlich verunfallte. Trotz der Trauer nahm Davey am Rennen teil (bevor er abreiste, um an Cliffords Beerdigung teilzunehmen) und wurde Fünfter, verlor jedoch weiter Punkte auf Elliott, der Dritter geworden war. Auch bei den nächsten vier Rennen kam Allison stets hinter Elliott ins Ziel, er wurde 30., Fünfter, 19. und Vierter, Elliott hingegen Sechster, Dritter, 14. und Zweiter. Sechs Rennen vor Schluss schien die Meisterschaft bereits zugunsten Elliotts entschieden, da Davey nun 154 Punkte Rückstand hatte.
Doch erneut sollte sich das Blatt wenden. Zwar kam Davey in keinem der nächsten drei Rennen in die Top 10; er wurde 16., Elfter und 19., gleichzeitig jedoch verpasste Elliott in jedem Rennen die Top 25 mit einem 26. und zwei 30. Plätzen. Dadurch kam Davey bis auf 39 Punkte heran und der Titel war wieder realistisch. Gleichzeitig lag auch Alan Kulwicki drei Rennen vor Schluss nur noch acht Punkte hinter Allison (und 47 hinter Elliott), nachdem er in diesen drei Rennen Fünfter, Zwölfter und Zweiter geworden war.
Das nächste Rennen fand auf dem Rockingham Speedway statt. Hier büßten Allison (Zehnter) und Kulwicki (Zwölfter) wieder Punkte auf Elliott (Vierter) ein. Nun hatte Elliot 70 Punkte Vorsprung auf Davey sowie 85 auf Kulwicki. Doch auf dem Phoenix International Speedway fuhr Davey zu seinem fünften Saisonsieg entgegen, während Kulwicki Vierter und Elliott nur 31. wurde. Nun hatte Allison vor dem Saisonfinale, dem Hooters 500, auf dem Atlanta Motor Speedway, 30 Punkte Vorsprung auf Kulwicki, der nun den zweiten Gesamtrang übernommen hatte, während Elliot 40 Punkte Rückstand hatte. Da keiner der drei über die ganze Saison hinaus konstant gewesen war, hatten mit Harry Gant (97 Punkte Rückstand), Kyle Petty (98) und Mark Martin (113) noch drei weitere Fahrer theoretische Titelchancen.
Das Hooters 500 sollte später als eines der wichtigsten NASCAR-Rennen in Erinnerung bleiben, vor allem, da zum einen Richard Petty sein Abschiedsrennen fuhr, während der später vierfache Cup-Champion Jeff Gordon sein Debüt gab. Davey reichte in jedem Fall ein fünfter Platz. Doch schon in der Anfangsphase gab es Probleme, als Dale Earnhardt die beiden Führenden Brett Bodine und Rick Mast gegen die Mauer drückte. Davey selbst kam mit den Wracks in Berührung und beschädigte sich sein Auto leicht. Zum Glück gab es bei den Boxenstopps die Gelegenheit, das zu richten, vor allem, da sie unter Gelb ausgetragen wurden, erst nach einem Dreher von Michael Waltrip, dann nach einer Massenkollision, bei der allerdings alle Titelanwärter unverschont blieben.
100 Runden vor Schluss lag Davey an achter Stelle. Da Elliott nun vor Kulwicki führte, hätte dies für Allisons Titelgewinn gereicht. Doch in Runde 254, als er sich auf Platz sechs verbessert hatte, wurde sein Schicksal besiegelt. Der vor ihm liegende Ernie Irvan drehte sich und Davey konnte nicht mehr ausweichen, worauf er mit der Mauer kollidierte. Ihm gelang es zwar noch, zur Box zu kommen und das Auto reparieren zu lassen, jedoch reichte es schlussendlich nur für Platz 27 sowie (erneut) Platz drei in der Gesamtwertung hinter Elliott und Kulwicki, der zwar im Rennen Zweiter hinter Elliott geworden war, aber aufgrund der fünf Bonuspunkte mit den meisten Führungsrunden den Titel für sich entschieden hatte. Trotz der Niederlage und Enttäuschung machte Allison in den Interviews Irvan keine Vorwürfe, und sagte, er wolle es nächstes Jahr erneut versuchen.
1993 lag Davey nach 16 von 30 Rennen an fünfter Stelle der Gesamtwertung und hatte das Pontiac Excitement 400 gewonnen.

## Tod
Am 12. Juli 1993 wollte Davey mit seinem Hubschrauber seinen Freund Neil Bonnett auf dem Talladega Superspeedway besuchen, wo Bonnett sowie sein Sohn eine Testfahrt für die Busch Series durchführten. Zudem war außerdem Red Farmer, ein weiteres Mitglied der Alabama Gang, an Bord. Allison wollte neben der Strecke landen, machte jedoch einen fatalen Fehler und stürzte ab. Während Farmer schnell von Bonnett befreit werden konnte und schlussendlich mit schweren Verletzungen überlebte, war Davey bewusstlos und Bonnett musste warten, bis Rettungskräfte kamen. Es gelang ihnen jedoch nicht, Davey wieder zu Bewusstsein zu bringen und er erlag am folgenden Morgen seinen Verletzungen im Alter von 32 Jahren.
Er hinterließ seine Frau Deborah und zwei Kinder, Robert und Krista.

## Nachwirken
Daveys Tod war vor allem deswegen ein schwerer Schlag für den Sport, da nur dreieinhalb Monate vor ihm der amtierende Champion Alan Kulwicki ebenfalls durch einen Hubschrauberabsturz ums Leben gekommen war. Nun wusste niemand, wer in dessen Fußstapfen treten sollte, diese Frage wurde immerhin 1995 mit dem Titelgewinn Jeff Gordons geklärt.
Das nächste Rennen nach Daveys Tod wurde von Dale Earnhardt gewonnen, der beim Siegerinterview ungewohnt emotional wirkte. Als er am Saisonende Champion wurde, veranstalteten er und der Sieger des letzten Rennens, Rusty Wallace, zu Ehren von Allison und Kulwicki eine „Polnische Ehrenrunde“.
In seiner Heimatstadt Hueytown ist eine Straße ihm und Neil Bonnett, der nur sieben Monate nach Daveys Tod in einem Trainingsunfall im Daytona 500 ums Leben kam, gewidmet.
In zwei NASCAR-Videospielen aus den Jahren 1999 und 2000, die für Nintendo 64 und PlayStation erschienen, ist Davey ein freischaltbarer Fahrer.